# Microrregión de Suape
La Microrregión de Suape está formada por los municipios de Cabo de Santo Agostinho e Ipojuca. Su principal actividad económica está relacionada al puerto de Suape, el mayor del Nordeste y el segundo mayor del país. También hay diversas industrias, especialmente del ramo petroquímico en el municipio del Cabo, y un intenso polo turístico en las playas del municipio de Ipojuca.

## Municipios
- Cabo de Santo Agostinho
- Ipojuca

## También vea
Pernambuco